# Crassula ovata

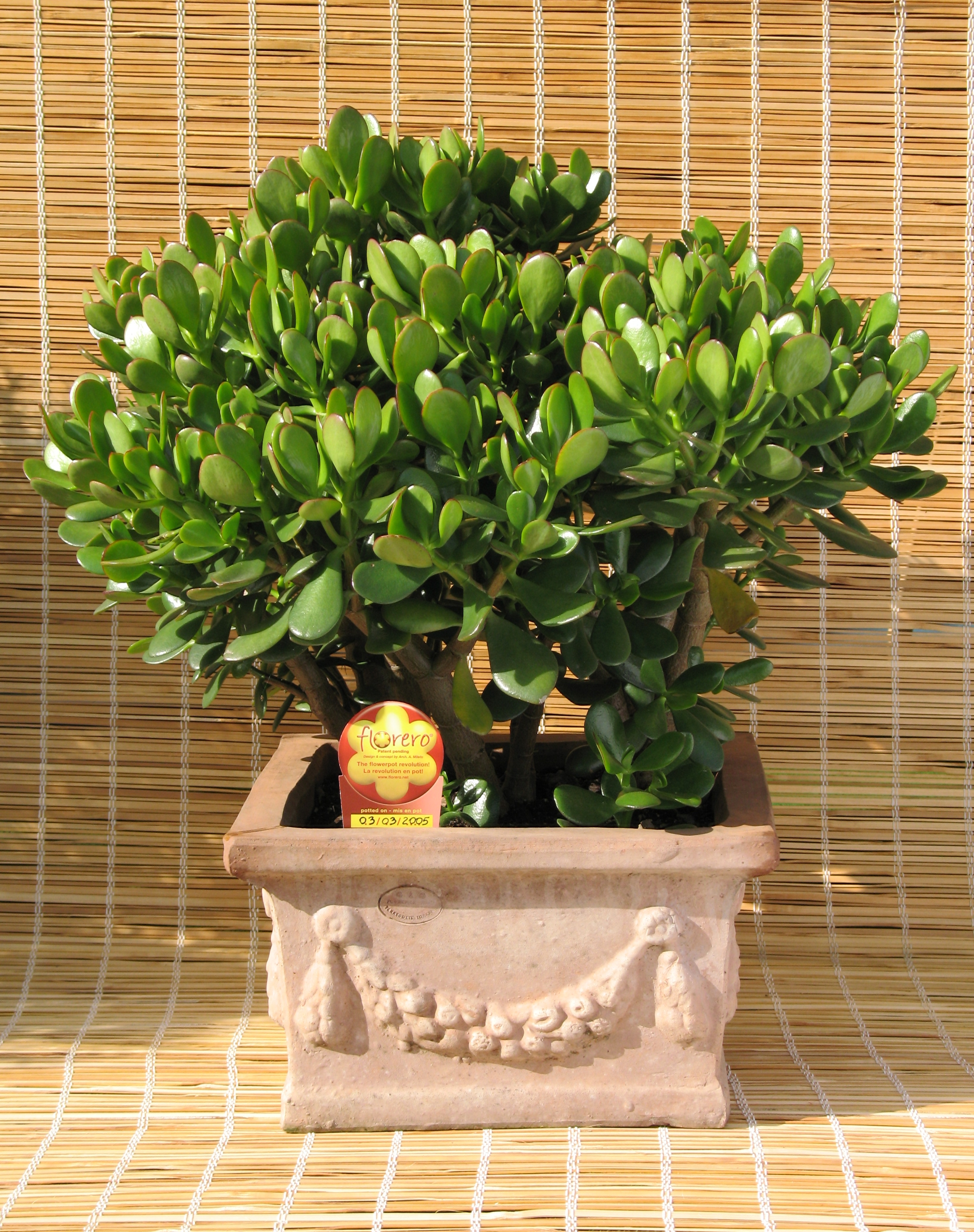
Crassula ovata en un test d'argila

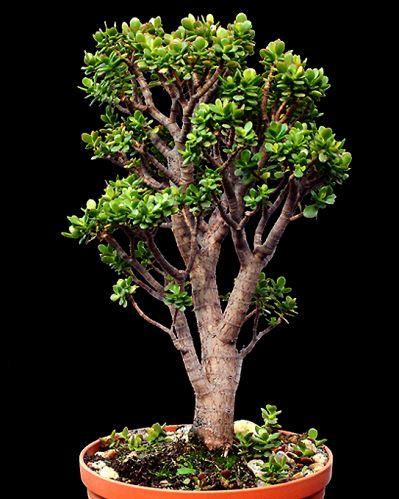
C. ovata

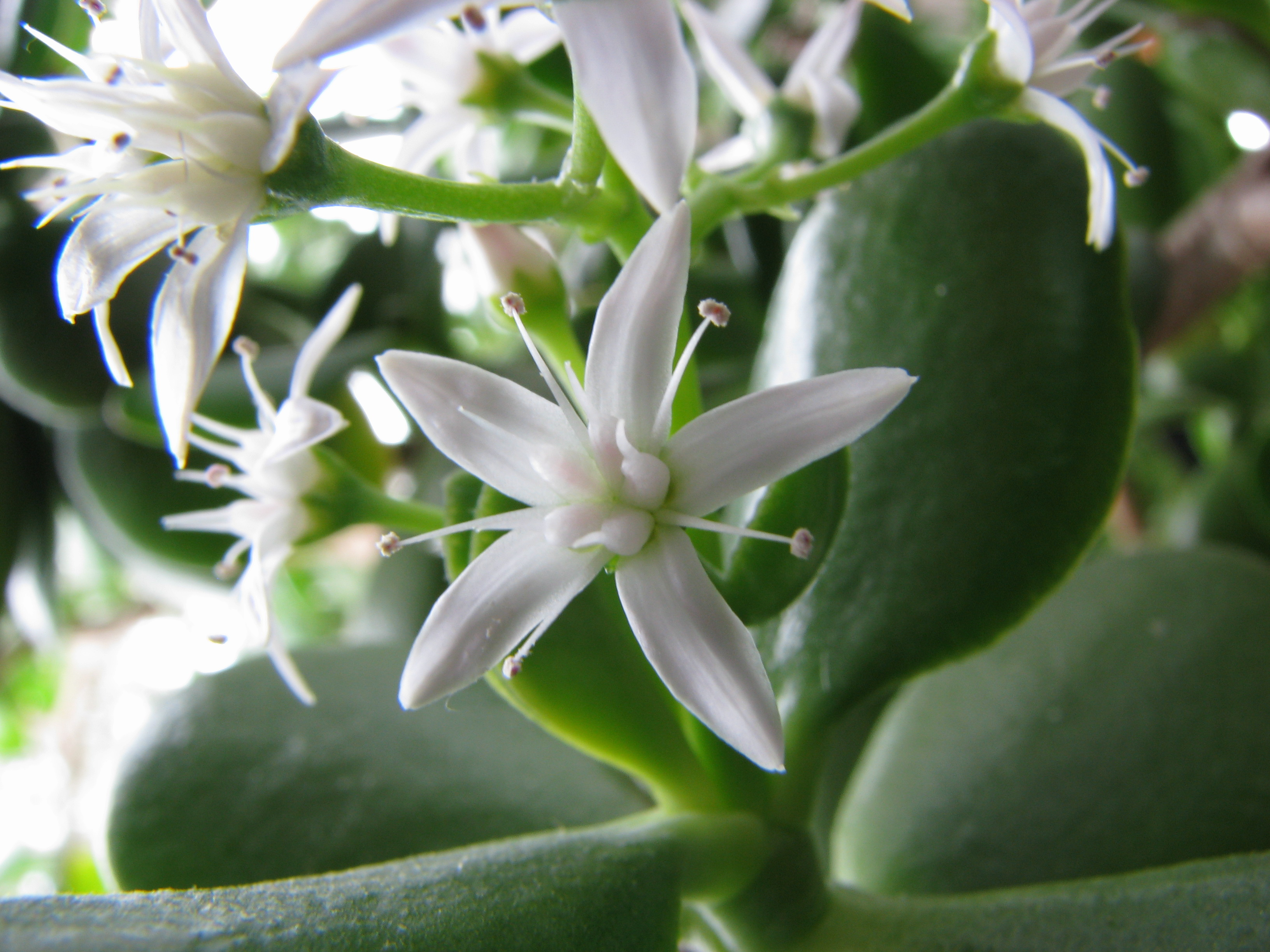
Flors

Crassula ovata, coneguda amb els noms comuns de planta dels diners, planta de jade o planta de la sort, és una planta suculenta utilitzada també com a planta d'interior que és originària de Sud-àfrica. L'espècie Pachira aquatica també rep el nom de planta dels diners.
És una planta amb branques gruixudes i fulles persistents, llises, carnoses, de disposició oposada i verdes, del color del jade, tot i que, si estan exposades a alta lluminositat, poden tenir un tint vermell. Les flors, que apareixen a l'hivern, són petites, de color rosa o blanc i en forma d'estel. D'aquesta planta, fàcilment se'n pot fer un bonsai d'interior.

## Cura
Com a planta suculenta, requereix un reg normal a l'estiu, quan el substrat s'asseca, i molt poc reg a l'hivern. Si es rega massa, perd les fulles, però pot sobreviure. S'ha de deixar que el sòl s'assequi entre regs; això és essencial per tenir-la en un estat saludable.
Pot créixer a ple sol o amb una ombra lleugera. Tanmateix, no tolera una calor extrema o una excessiva exposició al sol; en aquestes condicions, les fulles es tornen suberoses i cauen, i les tiges es podreixen. Suporta glaçades lleugeres, però es mor si s'exposa contínuament a un fred excessiu.
A la primavera, abans de l'estació de creixement, es pot esporgar.

### Plagues
Els insectes de la família Pseudococcidae són una plaga comuna d'aquesta planta, i li poden causar deformacions a les parts de nou creixement. Es poden eliminar amb cotó fluix o amb un pinzell impregnat d'alcohol metílic.
Els àfids (pugons) també són una plaga comuna de la planta de jade, però tendeixen a infestar només les tiges florals. L'aranya roja també li pot causar problemes.
Cal evitar els plaguicides, ja que Crassula ovata hi és molt sensible.

## Sòl
Prefereix sòls sense torba, que reté molt l'aigua. Li agraden els sòls secs i rocallosos. La fibra de coco és el millor substitut de la torba.

## Propagació
És molt fàcil: es pot fer per esqueixos de tija o de fulla.

## Galeria fotogràfica

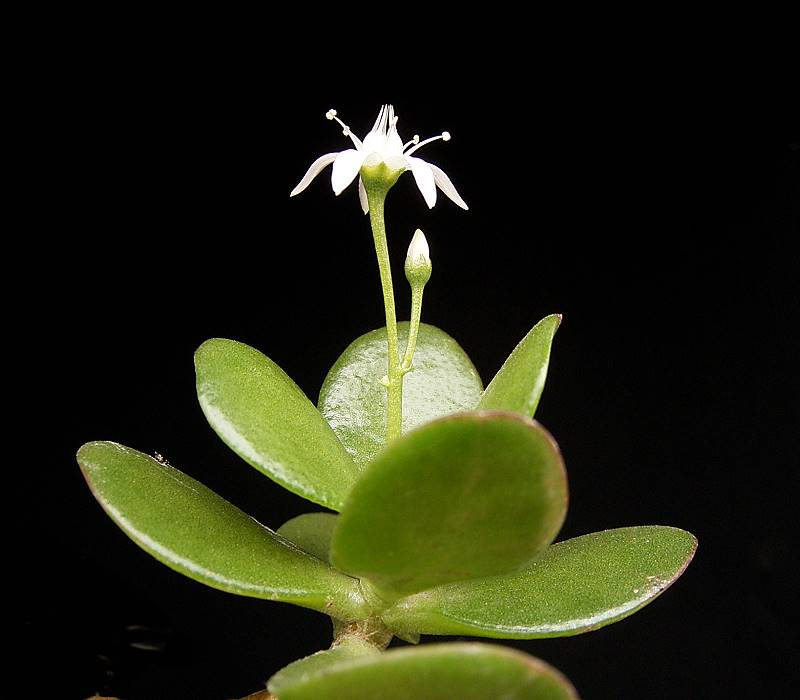
Flor
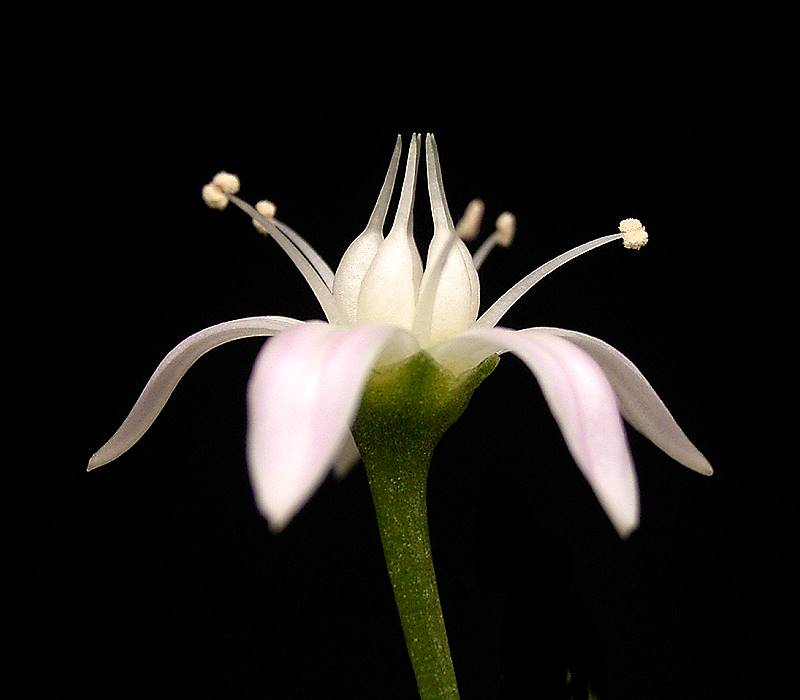
Flor
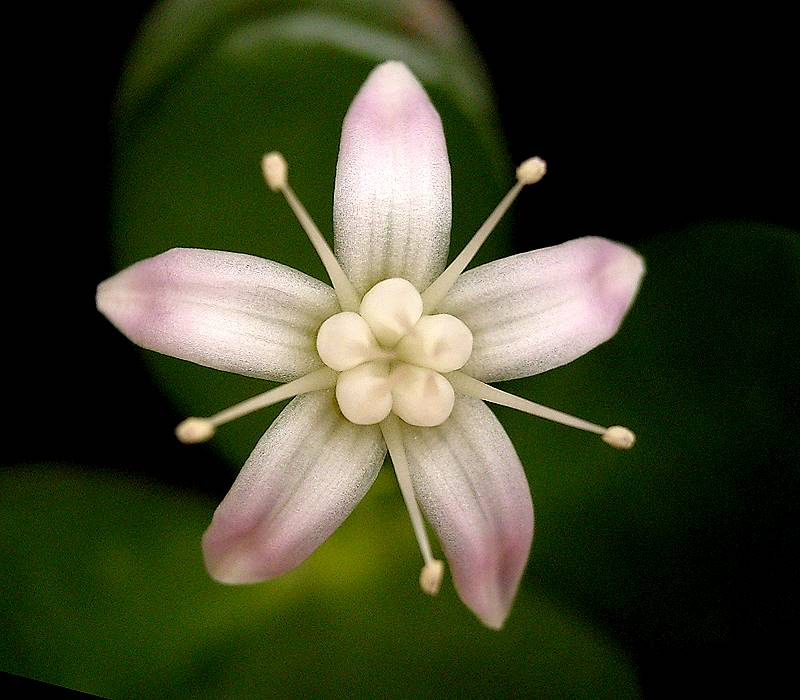
Flor
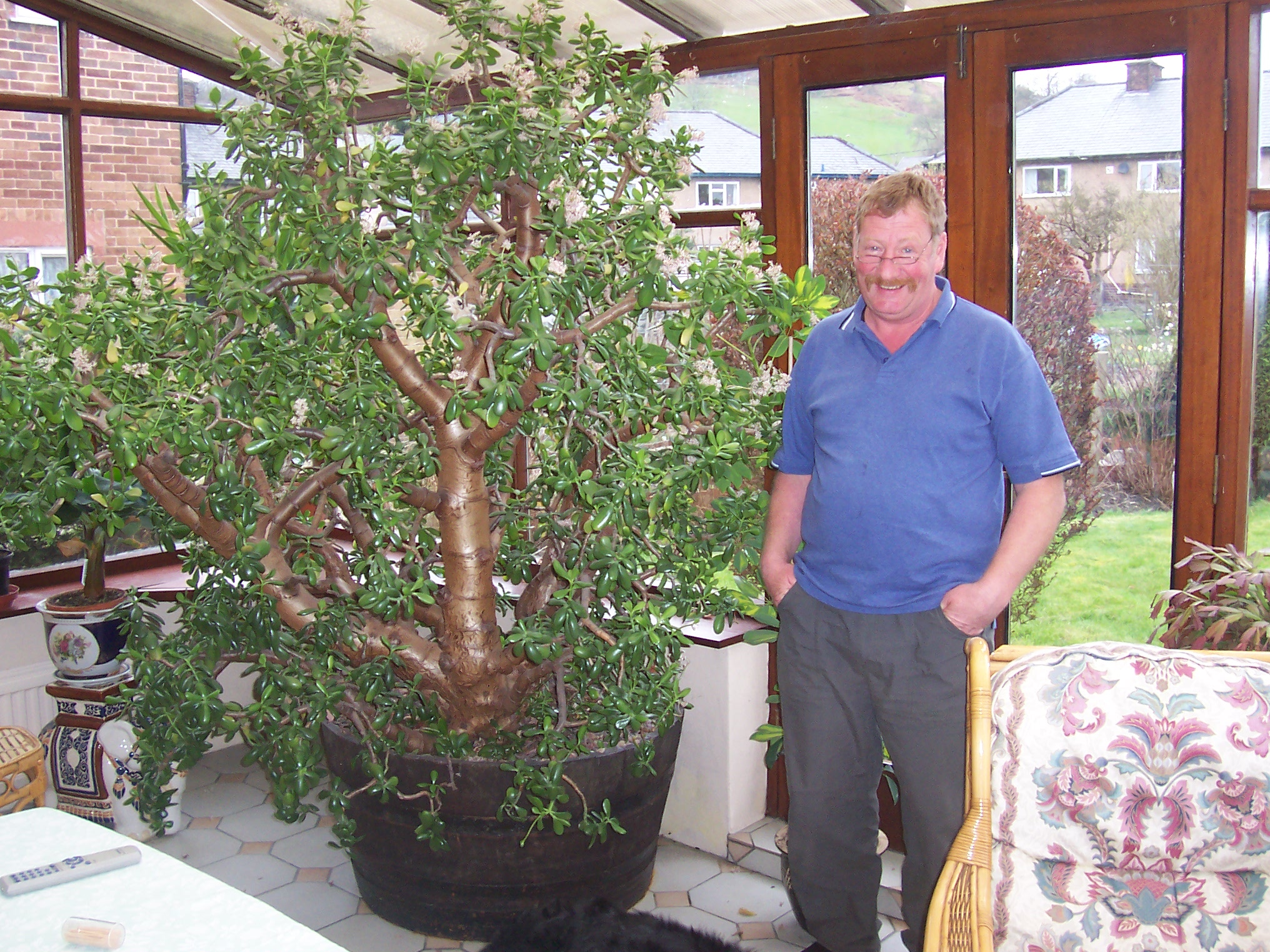
Crassula ovata de vint-i-set anys cultivada a Bala, Gwynedd
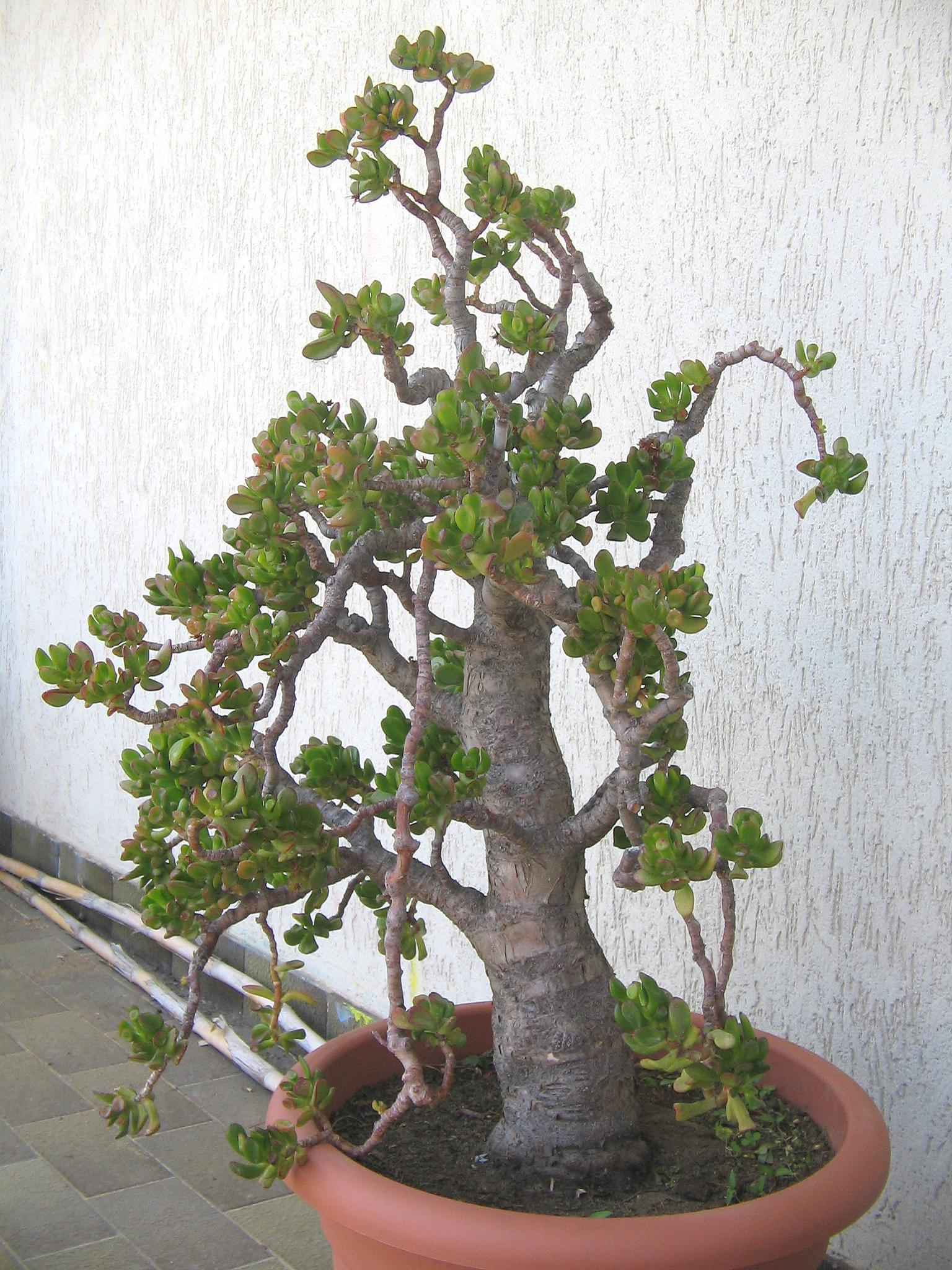
Var. monstruosa
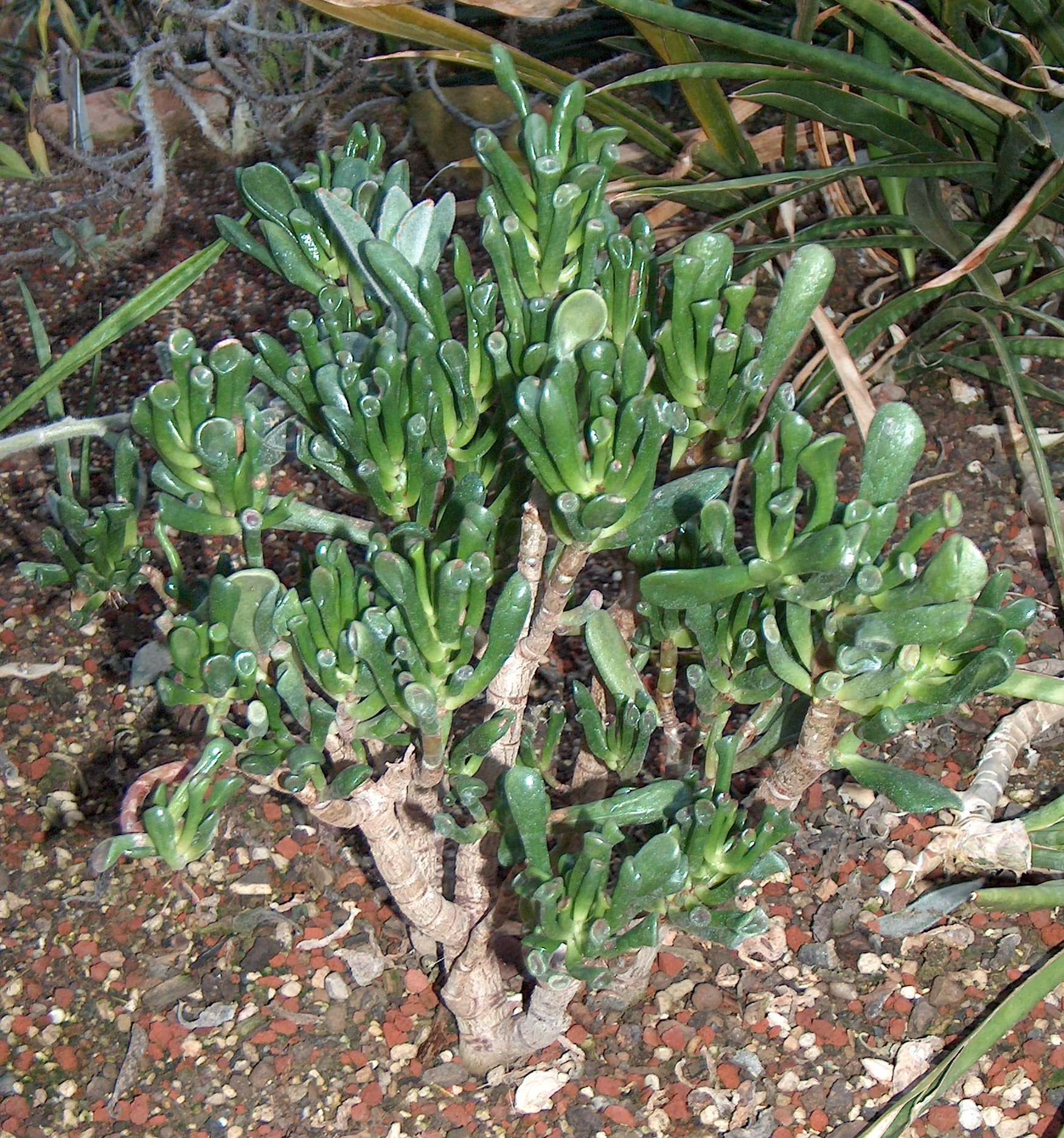
Var. cristata
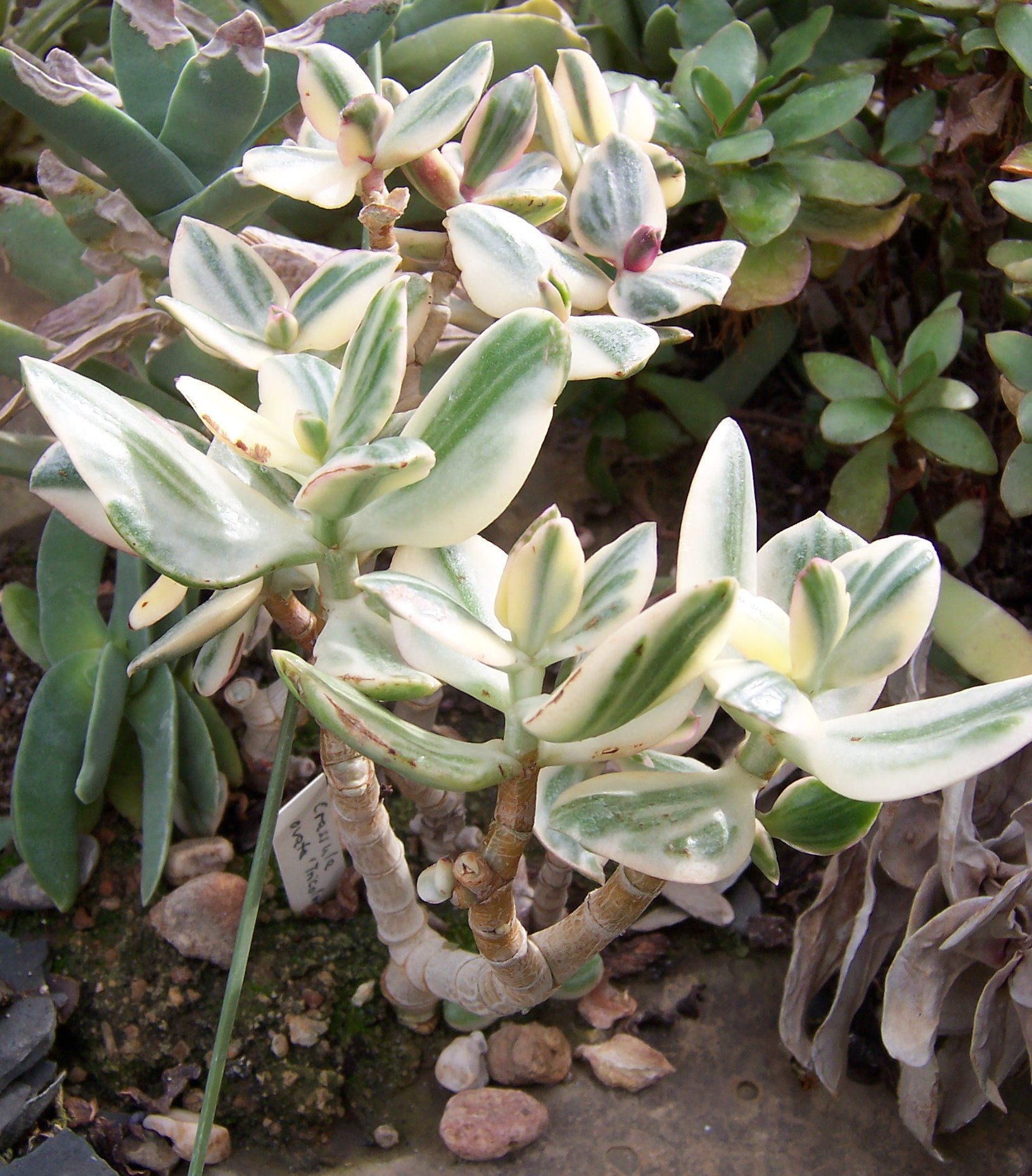
Cv. Tricolor

## Varietats i cultivars
- Crassula ovata var. cristata

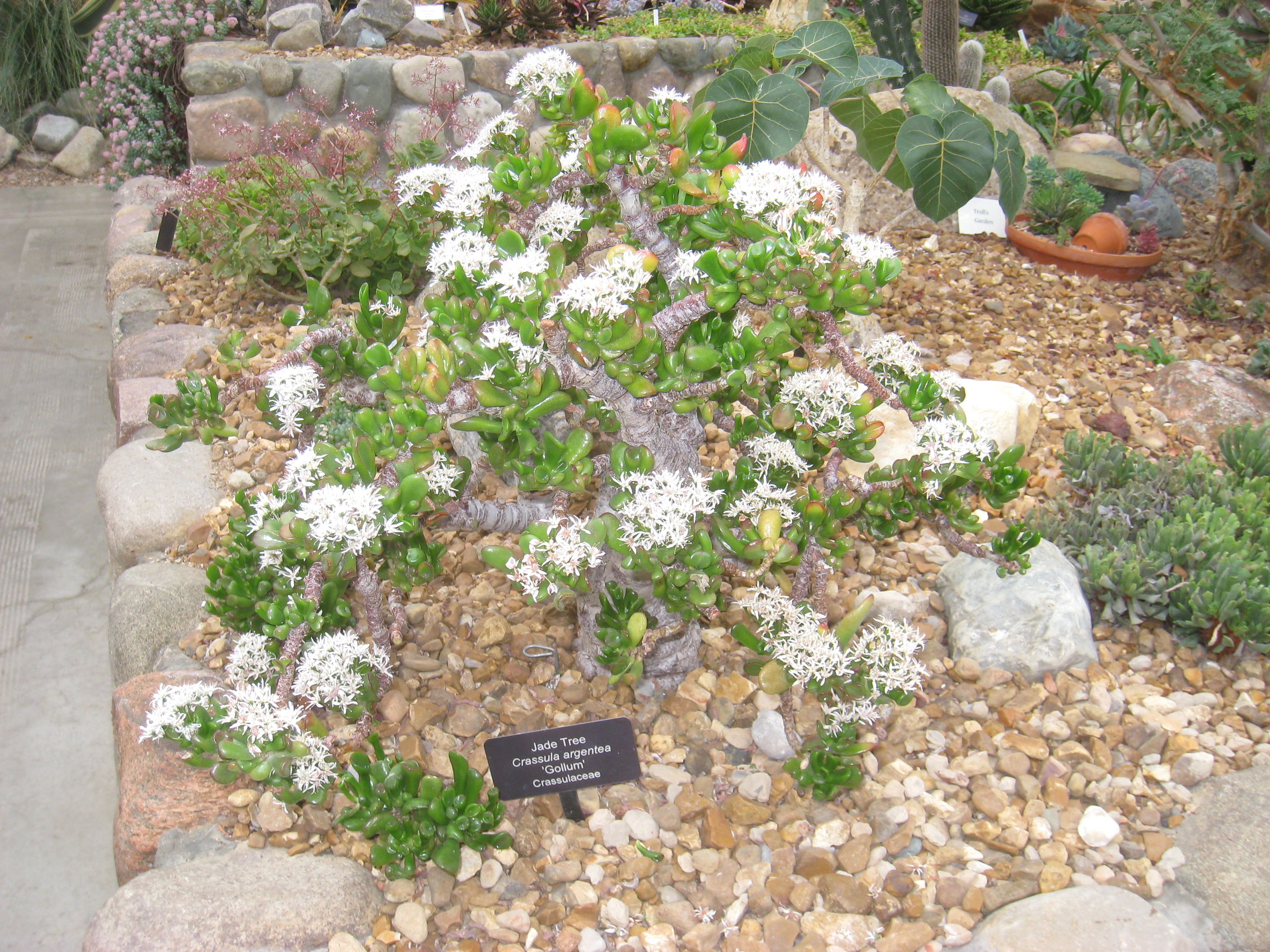
Var. monstruosa

- Crassula ovata var. mostruosa (cv. "Gollum")[4][5]
- Crassula ovata cv. Tricolor